# Menajem Elon
Menajem Elon (en hebreo: מנחם אלון; Düsseldorf, Alemania; 1 de noviembre de 1929 - Jerusalén, Israel; 6 de febrero de 2013) fue un juez, político y rabino ortodoxo israelí de origen alemán, juez de la Corte Suprema de Israel entre 1977 y 1993 y vicepresidente de la misma entre 1988 y 1993. Se especializó en Mishpat Ivri y fue un autor prolífico en ley judía tradicional (halajá).
En 1935 Elon emigró junto a su familia al Mandato británico de Palestina.
En 1983 fue candidato con Likud a Presidente de Israel por la Knéset, aunque perdió las elecciones frente a Jaim Herzog.
Elon fue galardonado con el Premio Israel en 1979.